# Bradypodion damaranum
Bradypodion damaranum este o specie de cameleoni din genul Bradypodion, familia Chamaeleonidae, descrisă de Boulenger 1887. Conform Catalogue of Life specia Bradypodion damaranum nu are subspecii cunoscute.